# I liga polska w piłce nożnej (1949)
I liga w piłce nożnej 1949 – 15. edycja najwyższych w hierarchii rozgrywek ligowych polskiej klubowej piłki nożnej.
Tabela przedstawia ówczesne nazewnictwo zespołów zgodnie z przyjętą nomenklaturą klubów (wtedy kół sportowych) w ramach zrzeszeń sportowych. W większości przypadków nazwy te obowiązywały w latach 1949 - 56.
Tytułu broniła Cracovia. Mistrzostwo zdobyła Wisła Kraków (ówczesna Gwardia).
Absolutnymi beniaminkami ligi były Lechia Gdańsk (od 1950 Budowlani) i Szombierki Bytom (od 1949? Górnik).
| Poziomy rozgrywkowe w sezonie 1949 | Poziomy rozgrywkowe w sezonie 1949 | Poziomy rozgrywkowe w sezonie 1949 |
| Rozgrywki                          | P                                  | Nazwa                              |
| ---------------------------------- | ---------------------------------- | ---------------------------------- |
| Centralne                          | I                                  | I liga                             |
| Centralne                          | II                                 | II liga                            |
| Okręgowe (20 okręgów)              | III                                | A klasa                            |
| Okręgowe (20 okręgów)              | IV                                 | B klasa                            |
| Okręgowe (20 okręgów)              | V                                  | C klasa                            |

## Tabela
| M  | Nazwa klubu            | Mecze | Punkty | Bramki | Zw.-Rem.-Por. |
| 1  | Gwardia Kraków (m)     | 22    | 30     | 50:21  | 13-4-5        |
| 2  | Ogniwo-Cracovia Kraków | 22    | 29     | 44:29  | 10-9-3        |
| 3  | Kolejarz Poznań        | 22    | 27     | 60:37  | 10-7-5        |
| 4  | Kolejarz Warszawa      | 22    | 27     | 43:29  | 11-5-6        |
| 5  | Budowlani Chorzów      | 22    | 23     | 40:44  | 9-5-8         |
| 6  | ŁKS-Włókniarz Łódź     | 22    | 22     | 49:48  | 8-6-8         |
| 7  | Związkowiec Poznań     | 22    | 21     | 36:35  | 7-7-8         |
| 8  | Unia Chorzów           | 22    | 19     | 42:48  | 7-5-10        |
| 9  | Legia Warszawa         | 22    | 19     | 37:43  | 7-5-10        |
| 10 | Górnik Bytom           | 22    | 19     | 34:54  | 7-5-10        |
| 11 | Polonia Bytom          | 22    | 17     | 37:43  | 6-5-11        |
| 12 | Lechia Gdańsk          | 22    | 11     | 26:67  | 4-3-15        |

Legenda:
|     | Mistrz Polski     |
|     | Spadek do II ligi |
| (m) | obrońca tytułu    |
| (b) | beniaminek        |

Zmiany nazw
1. Wisła Kraków zmieniła nazwę na Gwardia-Wisła (od lutego) i na Gwardia (od 26 września 1949).
2. Cracovia zmieniła nazwę na Ogniwo-Cracovia (od kwietnia 1949) i na Ogniwo (po sezonie).
3. ZZK Poznań zmienił nazwę na ZZK Kolejarz i Kolejarz (od 1 maja 1949).
4. Polonia Warszawa zmieniła nazwę na Kolejarz (od września 1949).
5. AKS Chorzów zmienił nazwę na Budowlani (od 26 lutego 1949).
6. ŁKS w wyniku fuzji z Dziewiarskim KS i S.S. Włókniarz Łódź zmienił nazwę na ŁKS-Włókniarz.
7. Warta Poznań zmieniła nazwę na Związkowiec (w lipcu 1949).
8. Ruch Chorzów zmienił nazwę na Unia (od kwietnia 1949).
9. Legia zmieniła nazwę na CWKS Warszawa (po sezonie).

## Najlepsi Strzelcy
| Gole | Strzelcy              | Drużyny                |
| ---- | --------------------- | ---------------------- |
| 21   | Teodor Anioła         | Kolejarz Poznań        |
| 18   | Marian Łącz           | ŁKS-Włókniarz Łódź     |
| 17   | Gerard Cieślik        | Unia Chorzów           |
| 16   | Józef Kohut           | Gwardia Kraków         |
| 13   | Jerzy Krasówka        | Górnik Bytom           |
| 12   | Stanisław Różankowski | Ogniwo-Cracovia Kraków |
| 12   | Edmund Białas         | Kolejarz Poznań        |
| 11   | Mieczysław Gracz      | Gwardia Kraków         |
| 11   | Zygmunt Ochmański     | Kolejarz Warszawa      |
| 11   | Stanisław Baran       | ŁKS-Włókniarz Łódź     |
| 10   | Longin Janeczek       | ŁKS-Włókniarz Łódź     |
| 10   | Jan Wiśniewski        | Polonia Bytom          |

Wg

## Skład triumfatorów
KS Gwardia-Wisła Kraków: Cisowski, Dudek, Flanek, Giergiel, Jaśkowski, Jurowicz, Kohut, Legutko, Rupa, Wapiennik I, Wapiennik II.

## Klasyfikacja medalowa po mistrzostwach
Tabela obejmuje wyłącznie zespoły mistrzowskie.
|    | Klub             |   |   |   |
| -- | ---------------- | - | - | - |
| 1. | Cracovia         | 5 | 2 | 1 |
| 2. | Ruch Chorzów     | 5 | 0 | 2 |
| 3. | Pogoń Lwów       | 4 | 3 | 0 |
| 4. | Wisła Kraków     | 3 | 6 | 5 |
| 5. | Warta Poznań     | 2 | 5 | 7 |
| 6. | Polonia Warszawa | 1 | 2 | 1 |
| 7. | Garbarnia Kraków | 1 | 1 | 0 |